# Fernanda Villegas
María Fernanda Villegas Acevedo (Antofagasta, 9 marzo 1963) è una politica cilena, ministra dello sviluppo sociale dall'11 marzo 2014 all'11 maggio 2015 nel secondo governo di Michelle Bachelet.

## Biografia
Nata ad Antofagasta il 9 marzo 1963, figlia di Luis Víctor Villegas Rivero e di Irma del Carmen Acevedo Marambio, si laurea in teologia alla Pontificia università cattolica di Valparaíso. Ha una relazione con l'imprenditore Carlos Cano Barriga.

### Carriera politica
Diviene militante della Sinistra Cristiana mentre nel 1990 entra nel Partito Socialista del Cile.
Dal 2000 al 2006 è stata a capo dell'Area di sviluppo economico e superamento della povertà, oltre ad essere consulente del Servizio nazionale della donna e dell'eguaglianza di genere. Successivamente, nel 2007 viene trasferita al Fondo di solidarietà e investimento sociale dove si occupa di consulenza.
Dal 2009 al 2010 ricopre la carica di Consigliera della Presidenza della Repubblica sotto la prima presidenza di Michelle Bachelet, mentre l'11 marzo 2014 diviene ministra dello sviluppo sociale, carica che assume fino all'11 maggio 2015.